# 영국 아카데미 촬영상
영국 아카데미 촬영상은 영국 영화 텔레비전 예술 아카데미(BAFTA)가 매년 영국 아카데미 영화상에서 영화에서 뛰어난 시네마토그래피를 선보인 촬영 감독을 기리기 위해 수여하는 영화상이다.
BAFTA는 매년 영화, 텔레비전, 비디오 게임 (그리고 이전에는 어린이 영화 및 텔레비전) 분야에서 시상식을 개최하는 영국의 단체이다. 1963년부터 선정된 촬영 감독들은 매년 시상식에서 BAFTA 촬영상을 수상해 왔다.
다음 목록에서 금색 배경의 굵은 글씨로 표시된 제목과 이름은 각각 수상작과 수상자이다. 굵은 글씨가 아닌 것은 후보작이다. 주어진 연도는 시상식이 항상 다음 해에 개최되는 것이 아니라, 고려된 영화가 개봉된 연도이다.

## 수상자와 후보

### 1960년대
| 연도        | 영화                           | 촬영 감독           |
| ----------- | ------------------------------ | ------------------- |
| 1963 (17회) | 촬영상 – 흑백                  | 촬영상 – 흑백       |
| 1963 (17회) | 하인                           | 더글러스 슬로컴     |
| 1963 (17회) | 거짓말쟁이 빌리                | 데니스 N. 쿱        |
| 1963 (17회) | Heavens Above!                 | Mutz Greenbaum      |
| 1963 (17회) | Station Six-Sahara             | 제럴드 깁스         |
| 1963 (17회) | 더 빅터스                      | 크리스토퍼 챌리스   |
| 1963 (17회) | 촬영상 – 컬러                  |                     |
| 1963 (17회) | 007 위기일발                   | 테드 무어           |
| 1963 (17회) | Nine Hours to Rama             | 아서 이벳슨         |
| 1963 (17회) | 러닝 맨                        | 로버트 크라스커     |
| 1963 (17회) | Sammy Going South              | 어윈 힐리어         |
| 1963 (17회) | The Scarlet Blade              | 잭 애셔             |
| 1963 (17회) | Tamahine                       | 제프리 언스워스     |
| 1963 (17회) | VIP                            | 잭 힐리어드         |
| 1964 (18회) | 촬영상 – 흑백                  | 촬영상 – 흑백       |
| 1964 (18회) | 펌프킨 이터                    | 오스월드 모리스     |
| 1964 (18회) | Guns at Batasi                 | 더글러스 슬로컴     |
| 1964 (18회) | 킹 & 컨트리                    | 데니스 N. 쿱        |
| 1964 (18회) | Séance on a Wet Afternoon      | 게리 터핀           |
| 1964 (18회) | 촬영상 – 컬러                  |                     |
| 1964 (18회) | 베킷                           | 제프리 언스워스     |
| 1964 (18회) | 도버의 푸른 꽃                 | 아서 이벳슨         |
| 1964 (18회) | 낫싱 벗 더 베스트              | 니콜라스 로그       |
| 1964 (18회) | 노란 롤스 로이스               | 잭 힐리어드         |
| 1964 (18회) | 적과 백                        | 프레디 영           |
| 1965 (19회) | 촬영상 – 흑백                  | 촬영상 – 흑백       |
| 1965 (19회) | 더 힐                          | 오스월드 모리스     |
| 1965 (19회) | 달링                           | 케네스 히긴스       |
| 1965 (19회) | 낵 앤 하우 투 겟 잇            | 데이비드 왓킨       |
| 1965 (19회) | 반항                           | 길버트 테일러       |
| 1965 (19회) | 촬영상 – 컬러                  |                     |
| 1965 (19회) | 국제 첩보국                    | 오토 헬러           |
| 1965 (19회) | 헬프!                          | 데이비드 왓킨       |
| 1965 (19회) | 로드 짐                        | 프레디 영           |
| 1965 (19회) | 멋진 비행 기계들               | 크리스토퍼 챌리스   |
| 1966 (20회) | 촬영상 – 흑백                  | 촬영상 – 흑백       |
| 1966 (20회) | 추운 곳에서 온 스파이          | 오스월드 모리스     |
| 1966 (20회) | 버니 레이크의 실종             | 데니스 N. 쿱        |
| 1966 (20회) | 막다른 골목                    | 길버트 테일러       |
| 1966 (20회) | 조지 걸                        | 케네스 히긴스       |
| 1966 (20회) | 촬영상 – 컬러                  |                     |
| 1966 (20회) | 아라베스크                     | 크리스토퍼 챌리스   |
| 1966 (20회) | 알피                           | 오토 헬러           |
| 1966 (20회) | 대야망                         | 더글러스 슬로컴     |
| 1966 (20회) | 여자 007 모디스티              | 잭 힐리어드         |
| 1967 (21회) | 촬영상 – 흑백                  | 촬영상 – 흑백       |
| 1967 (21회) | 위스퍼러스                     | 게리 터핀           |
| 1967 (21회) | 마드모아젤                     | 데이비드 왓킨       |
| 1967 (21회) | The Sailor from Gibraltar      | 라울 쿠타르         |
| 1967 (21회) | 율리시스                       | 볼프강 수쉬츠키     |
| 1967 (21회) | 촬영상 – 컬러                  |                     |
| 1967 (21회) | 사계절의 사나이                | 테드 무어           |
| 1967 (21회) | 욕망                           | 카를로 디 팔마      |
| 1967 (21회) | The Deadly Affair              | 프레디 영           |
| 1967 (21회) | 성난 군중으로부터 멀리         | 니콜라스 로그       |
| 촬영상      |                                |                     |
| 1968 (22회) | 2001: 스페이스 오디세이        | 제프리 언스워스     |
| 1968 (22회) | 엘비라 마디간                  | 요르겐 페르손       |
| 1968 (22회) | 차즈 오브 더 라이트 브리게이드 | 데이비드 왓킨       |
| 1968 (22회) | 겨울의 라이온                  | 더글러스 슬로컴     |
| 1969 (23회) | 오 왓 어 러블리 워             | 게리 터핀           |
| 1969 (23회) | 블리트                         | 윌리엄 A. 프레이커  |
| 1969 (23회) | 화니 걸 / 헬로 돌리            | 해리 스트래들링 [A] |
| 1969 (23회) | 더 마구스 / 사랑하는 여인들    | 빌리 윌리엄스 [A]   |

### 1970년대
| 연도        | 영화                                                  | 촬영 감독                                      |
| ----------- | ----------------------------------------------------- | ---------------------------------------------- |
| 1970 (24회) | 내일을 향해 쏴라                                      | 콘래드 L. 홀                                   |
| 1970 (24회) | 캐치 22                                               | 데이비드 왓킨                                  |
| 1970 (24회) | 라이언의 딸                                           | 프레디 영                                      |
| 1970 (24회) | 나폴레옹                                              | 아르만도 난누치                                |
| 1971 (25회) | 베네치아에서의 죽음                                   | 파스콸리노 데 산티스                           |
| 1971 (25회) | 지붕 위의 바이올린                                    | 오스월드 모리스                                |
| 1971 (25회) | 사랑의 메신저                                         | 게리 피셔                                      |
| 1971 (25회) | 사랑의 여로                                           | 빌리 윌리엄스                                  |
| 1972 (26회) | 이상한 나라의 앨리스 / 카바레                         | 제프리 언스워스 [A]                            |
| 1972 (26회) | 시계태엽 오렌지                                       | 존 앨코트                                      |
| 1972 (26회) | 서바이벌 게임 / 환상 속의 사랑 / 맥케이브와 밀러 부인 | 빌모시 지그몬드 [A]                            |
| 1972 (26회) | 핀치 콘티니의 정원                                    | 엔니오 과르니에리                              |
| 1973 (27회) | 쳐다보지 마라                                         | 앤서니 B. 리치몬드                             |
| 1973 (27회) | 외침과 속삭임                                         | 스벤 니크비스트                                |
| 1973 (27회) | 지저스 크라이스트 슈퍼스타 / 트래블스 위드 마이 앤트  | 더글러스 슬로컴 [A]                            |
| 1973 (27회) | 발자국                                                | 오스월드 모리스                                |
| 1974 (28회) | 위대한 개츠비                                         | 더글러스 슬로컴                                |
| 1974 (28회) | 차이나타운                                            | 존 A. 알론조                                   |
| 1974 (28회) | 오리엔트 특급 살인 / 자도즈                           | 제프리 언스워스 [A]                            |
| 1974 (28회) | 삼총사                                                | 데이비드 왓킨                                  |
| 1975 (29회) | 배리 린든                                             | 존 앨코트                                      |
| 1975 (29회) | 왕이 되려던 사나이                                    | 오스월드 모리스                                |
| 1975 (29회) | 롤러볼                                                | 더글러스 슬로컴                                |
| 1975 (29회) | 타워링                                                | 프레드 J. 코네캠프                             |
| 1976 (30회) | 행잉록에서의 소풍                                     | 러셀 보이드                                    |
| 1976 (30회) | 여정의 끝                                             | 피터 올워크, 게리 피셔                         |
| 1976 (30회) | 모두가 대통령의 사람들                                | 고든 윌리스                                    |
| 1976 (30회) | 뻐꾸기 둥지 위로 날아간 새                            | 빌 버틀러, 윌리엄 A. 프레이커 및 해스컬 웩슬러 |
| 1977 (31회) | 머나먼 다리                                           | 제프리 언스워스                                |
| 1977 (31회) | 디프                                                  | 크리스토퍼 챌리스                              |
| 1977 (31회) | 카사노바                                              | 주세페 로투노                                  |
| 1977 (31회) | 발렌티노                                              | 피터 수시츠키                                  |
| 1978 (32회) | 줄리아                                                | 더글러스 슬로컴                                |
| 1978 (32회) | 미지와의 조우                                         | 빌모시 지그몬드                                |
| 1978 (32회) | 결투자들                                              | 프랭크 타디                                    |
| 1978 (32회) | 슈퍼맨                                                | 제프리 언스워스                                |
| 1979 (33회) | 디어 헌터                                             | 빌모시 지그몬드                                |
| 1979 (33회) | 지옥의 묵시록                                         | 비토리오 스토라로                              |
| 1979 (33회) | 맨해튼                                                | 고든 윌리스                                    |
| 1979 (33회) | 전장의 우정                                           | 딕 부시                                        |

### 1980년대
| 연도        | 영화                          | 촬영 감독                        |
| ----------- | ----------------------------- | -------------------------------- |
| 1980 (34회) | 올 댓 재즈                    | 주세페 로투노                    |
| 1980 (34회) | 검은 종마                     | 케일러브 데이셔넬                |
| 1980 (34회) | 엘리펀트 맨                   | 프레디 프랜시스                  |
| 1980 (34회) | 카게무샤                      | 타카오 사이토 및 마사하루 우에다 |
| 1981 (35회) | 테스                          | 기슬랭 클로케 및 제프리 언스워스 |
| 1981 (35회) | 불의 전차                     | 데이비드 왓킨                    |
| 1981 (35회) | 프랑스 중위의 여자            | 프레디 프랜시스                  |
| 1981 (35회) | 레이더스                      | 더글러스 슬로컴                  |
| 1982 (36회) | 블레이드 러너                 | 조던 크로넌웨스                  |
| 1982 (36회) | E.T.                          | 앨런 다비오                      |
| 1982 (36회) | 간디                          | 로니 테일러 및 빌리 윌리엄스     |
| 1982 (36회) | 레즈                          | 비토리오 스토라로                |
| 1983 (37회) | 화니와 알렉산더               | 스벤 니크비스트                  |
| 1983 (37회) | 인도에서 생긴 일              | 월터 래설리                      |
| 1983 (37회) | 로컬 히어로                   | 크리스 멩게스                    |
| 1983 (37회) | 젤리그                        | 고든 윌리스                      |
| 1984 (38회) | 킬링필드                      | 크리스 멩게스                    |
| 1984 (38회) | 그레이스토크                  | 존 앨코트                        |
| 1984 (38회) | 인디아나 존스                 | 더글러스 슬로컴                  |
| 1984 (38회) | 원스 어폰 어 타임 인 아메리카 | 토니노 델리 콜리                 |
| 1985 (39회) | 아마데우스                    | 미로슬라프 온드리체크            |
| 1985 (39회) | 에메랄드 포리스트             | 필리프 루슬로                    |
| 1985 (39회) | 인도로 가는 길                | 어니스트 데이                    |
| 1985 (39회) | 위트니스                      | 존 실                            |
| 1986 (40회) | 아웃 오브 아프리카            | 데이비드 왓킨                    |
| 1986 (40회) | 미션                          | 크리스 멩게스                    |
| 1986 (40회) | 란                            | 타카오 사이토 및 마사하루 우에다 |
| 1986 (40회) | 전망 좋은 방                  | 토니 피어스-로버츠               |
| 1987 (41회) | 마농의 샘                     | 브뤼노 뉘텐                      |
| 1987 (41회) | 자유의 절규                   | 로니 테일러                      |
| 1987 (41회) | 희망과 영광                   | 필리프 루슬로                    |
| 1987 (41회) | 플래툰                        | 로버트 리처드슨                  |
| 1988 (42회) | 태양의 제국                   | 앨런 다비오                      |
| 1988 (42회) | 바베트의 만찬                 | 헤닝 크리스티안센                |
| 1988 (42회) | 마지막 황제                   | 비토리오 스토라로                |
| 1988 (42회) | 누가 로저 래빗을 모함했나     | 딘 컨디                          |
| 1989 (43회) | 미시시피 버닝                 | 피터 비지우                      |
| 1989 (43회) | 위험한 관계                   | 필리프 루슬로                    |
| 1989 (43회) | 정글 속의 고릴라              | 앨런 루트 및 존 실               |
| 1989 (43회) | 헨리 5세                      | 케네스 맥밀런                    |
| 1989 (43회) | 베어                          | 필리프 루슬로                    |

### 1990년대
| 연도        | 영화                | 촬영 감독            |
| ----------- | ------------------- | -------------------- |
| 1990 (44회) | 마지막 사랑         | 비토리오 스토라로    |
| 1990 (44회) | 좋은 친구들         | 미하엘 발하우스      |
| 1990 (44회) | 영광의 깃발         | 프레디 프랜시스      |
| 1990 (44회) | 시네마 천국         | 블라스코 주라토      |
| 1991 (45회) | 시라노              | 피에르 롬            |
| 1991 (45회) | 델마와 루이스       | 에이드리언 비들      |
| 1991 (45회) | 양들의 침묵         | 다크 후지모토        |
| 1991 (45회) | 늑대와 춤을         | 딘 셈러              |
| 1992 (46회) | 라스트 모히칸       | 단테 스피노티        |
| 1992 (46회) | 케이프피어          | 프레디 프랜시스      |
| 1992 (46회) | 용서받지 못한 자    | 잭 N. 그린           |
| 1992 (46회) | 하워즈 엔드         | 토니 피어스-로버츠   |
| 1993 (47회) | 쉰들러 리스트       | 야누시 카민스키      |
| 1993 (47회) | 순수의 시대         | 미하엘 발하우스      |
| 1993 (47회) | 피아노              | 스튜어트 드라이버그  |
| 1993 (47회) | 남아있는 나날       | 토니 피어스-로버츠   |
| 1994 (48회) | 뱀파이어와의 인터뷰 | 필리프 루슬로        |
| 1994 (48회) | 프리실라            | 브라이언 J. 브레히니 |
| 1994 (48회) | 포레스트 검프       | 돈 버지스            |
| 1994 (48회) | 펄프 픽션           | 안제이 세쿠와        |
| 1995 (49회) | 브레이브하트        | 존 톨                |
| 1995 (49회) | 센스 앤 센서빌리티  | 마이클 쿨터          |
| 1995 (49회) | 아폴로 13           | 딘 컨디              |
| 1995 (49회) | 조지 왕의 광기      | 앤드류 던            |
| 1996 (50회) | 잉글리쉬 페이션트   | 존 실                |
| 1996 (50회) | 파고                | 로저 디킨스          |
| 1996 (50회) | 에비타              | 다리우스 콘쥐        |
| 1996 (50회) | 마이클 콜린스       | 크리스 멩게스        |
| 1997 (51회) | 도브                | 에두아르도 세라      |
| 1997 (51회) | 타이타닉            | 러셀 카펜터          |
| 1997 (51회) | 로미오와 줄리엣     | 도널드 맥알파인      |
| 1997 (51회) | LA 컨피덴셜         | 단테 스피노티        |
| 1998 (52회) | 엘리자베스          | 레미 아데파라신      |
| 1998 (52회) | 트루먼 쇼           | 피터 비지우          |
| 1998 (52회) | 셰익스피어 인 러브  | 리처드 그레이트렉스  |
| 1998 (52회) | 라이언 일병 구하기  | 야누시 카민스키      |
| 1999 (53회) | 아메리칸 뷰티       | 콘래드 L. 홀         |
| 1999 (53회) | 매트릭스            | 빌 포프              |
| 1999 (53회) | 사랑의 슬픔 애수    | 로저 프랫            |
| 1999 (53회) | 리플리              | 존 실                |
| 1999 (53회) | 안젤라스 애쉬스     | 마이클 세러신        |

### 2000년대
| 연도        | 영화                              | 촬영 감독                    |
| ----------- | --------------------------------- | ---------------------------- |
| 2000 (54회) | 글래디에이터                      | 존 매시슨                    |
| 2000 (54회) | 오 형제여 어디에 있는가           | 로저 디킨스                  |
| 2000 (54회) | 와호장룡                          | 피터 파우                    |
| 2000 (54회) | 초콜렛                            | 로저 프랫                    |
| 2000 (54회) | 빌리 엘리어트                     | 브라이언 터파노              |
| 2001 (55회) | 그 남자는 거기 없었다             | 로저 디킨스                  |
| 2001 (55회) | 아멜리에                          | 브뤼노 델보넬                |
| 2001 (55회) | 블랙 호크 다운                    | 스와보미르 이지악            |
| 2001 (55회) | 반지의 제왕: 반지 원정대          | 앤드류 레즈니                |
| 2001 (55회) | 물랑 루즈                         | 도널드 맥알파인              |
| 2002 (56회) | 로드 투 퍼디션                    | 콘래드 L. 홀                 |
| 2002 (56회) | 갱스 오브 뉴욕                    | 미하엘 발하우스              |
| 2002 (56회) | 시카고                            | 디온 비비                    |
| 2002 (56회) | 피아니스트                        | 파벨 에델만                  |
| 2002 (56회) | 반지의 제왕: 두 개의 탑           | 앤드류 레즈니                |
| 2003 (57회) | 반지의 제왕: 왕의 귀환            | 앤드류 레즈니                |
| 2003 (57회) | 사랑도 통역이 되나요?             | 랜스 애코드                  |
| 2003 (57회) | 마스터 앤드 커맨더: 위대한 정복자 | 러셀 보이드                  |
| 2003 (57회) | 콜드 마운틴                       | 존 실                        |
| 2003 (57회) | 진주 귀걸이를 한 소녀             | 에두아르도 세라              |
| 2004 (58회) | 콜래트럴                          | 디온 비비 및 폴 캐머런       |
| 2004 (58회) | 모터싸이클 다이어리               | 에리크 고티에                |
| 2004 (58회) | 에비에이터                        | 로버트 리처드슨              |
| 2004 (58회) | 네버랜드를 찾아서                 | 로베르토 셰퍼                |
| 2004 (58회) | 연인                              | 자오 샤오딩                  |
| 2005 (59회) | 게이샤의 추억                     | 디온 비비                    |
| 2005 (59회) | 펭귄 - 위대한 모험                | 로랑 샬레 및 제롬 메종       |
| 2005 (59회) | 콘스탄트 가드너                   | 세자르 샬론                  |
| 2005 (59회) | 크래쉬                            | J. 마이클 뮤로               |
| 2005 (59회) | 브로크백 마운틴                   | 로드리고 프리에토            |
| 2006 (60회) | 칠드런 오브 맨                    | 에마누엘 루베스키            |
| 2006 (60회) | 플라이트 93                       | 배리 애크로이드              |
| 2006 (60회) | 007 카지노 로얄                   | 필 메휴                      |
| 2006 (60회) | 판의 미로                         | 기예르모 나바로              |
| 2006 (60회) | 바벨                              | 로드리고 프리에토            |
| 2007 (61회) | 노인을 위한 나라는 없다           | 로저 디킨스                  |
| 2007 (61회) | 데어 윌 비 블러드                 | 로버트 엘스윗                |
| 2007 (61회) | 어톤먼트                          | 셰이머스 맥가비              |
| 2007 (61회) | 아메리칸 갱스터                   | 해리스 사비데스              |
| 2007 (61회) | 본 얼티메이텀                     | 올리버 우드                  |
| 2008 (62회) | 슬럼독 밀리어네어                 | 앤서니 도드 맨틀             |
| 2008 (62회) | 더 리더: 책 읽어주는 남자         | 로저 디킨스 및 크리스 멩게스 |
| 2008 (62회) | 벤자민 버튼의 시간은 거꾸로 간다  | 클라우디오 미란다            |
| 2008 (62회) | 다크 나이트                       | 월리 피스터                  |
| 2008 (62회) | 체인질링                          | 톰 스턴                      |
| 2009 (63회) | 허트 로커                         | 배리 애크로이드              |
| 2009 (63회) | 더 로드                           | 하비에르 아기레사로베        |
| 2009 (63회) | 아바타                            | 마우로 피오레                |
| 2009 (63회) | 디스트릭트 9                      | 트렌트 오펄록                |
| 2009 (63회) | 바스터즈: 거친 녀석들             | 로버트 리처드슨              |

### 2010년대
| 연도        | 영화                           | 촬영 감독                         |
| ----------- | ------------------------------ | --------------------------------- |
| 2010 (64회) | 더 브레이브                    | 로저 디킨스                       |
| 2010 (64회) | 127 시간                       | 엔리케 체디악 및 앤서니 도드 맨틀 |
| 2010 (64회) | 킹스 스피치                    | 대니 코언                         |
| 2010 (64회) | 블랙 스완                      | 매슈 리버티크                     |
| 2010 (64회) | 인셉션                         | 월리 피스터                       |
| 2011 (65회) | 아티스트                       | 기욤 쉬프만                       |
| 2011 (65회) | 밀레니엄: 여자를 증오한 남자들 | 제프 크로넌웨스                   |
| 2011 (65회) | 워 호스                        | 야누시 카민스키                   |
| 2011 (65회) | 휴고                           | 로버트 리처드슨                   |
| 2011 (65회) | 팅커 테일러 솔저 스파이        | 호이터 판호이테마                 |
| 2012 (66회) | 라이프 오브 파이               | 클라우디오 미란다                 |
| 2012 (66회) | 레미제라블                     | 대니 코언                         |
| 2012 (66회) | 007 스카이폴                   | 로저 디킨스                       |
| 2012 (66회) | 링컨                           | 야누시 카민스키                   |
| 2012 (66회) | 안나 카레니나                  | 셰이머스 맥가비                   |
| 2013 (67회) | 그래비티                       | 에마누엘 루베스키                 |
| 2013 (67회) | 캡틴 필립스                    | 배리 애크로이드                   |
| 2013 (67회) | 노예 12년                      | 숀 보빗                           |
| 2013 (67회) | 인사이드 르윈                  | 브뤼노 델보넬                     |
| 2013 (67회) | 네브래스카                     | 페돈 파파미하일                   |
| 2014 (68회) | 버드맨                         | 에마누엘 루베스키                 |
| 2014 (68회) | 이다                           | 리샤르트 렌체프스키 및 우카시 잘  |
| 2014 (68회) | 미스터 터너                    | 딕 포프                           |
| 2014 (68회) | 인터스텔라                     | 호이터 판호이테마                 |
| 2014 (68회) | 그랜드 부다페스트 호텔         | 로버트 요먼                       |
| 2015 (69회) | 레버넌트: 죽음에서 돌아온 자   | 에마누엘 루베스키                 |
| 2015 (69회) | 시카리오: 암살자의 도시        | 로저 디킨스                       |
| 2015 (69회) | 스파이 브릿지                  | 야누시 카민스키                   |
| 2015 (69회) | 캐롤                           | 에드워드 래크먼                   |
| 2015 (69회) | 매드 맥스: 분노의 도로         | 존 실                             |
| 2016 (70회) | 라라랜드                       | 리누스 산드그렌                   |
| 2016 (70회) | 라이언                         | 그레그 프레이저                   |
| 2016 (70회) | 녹터널 애니멀스                | 셰이머스 맥가비                   |
| 2016 (70회) | 로스트 인 더스트               | 자일스 너트젠스                   |
| 2016 (70회) | 컨택트                         | 브래드퍼드 영                     |
| 2017 (71회) | 블레이드 러너 2049             | 로저 디킨스                       |
| 2017 (71회) | 쓰리 빌보드                    | 벤 데이비스                       |
| 2017 (71회) | 다키스트 아워                  | 브뤼노 델보넬                     |
| 2017 (71회) | 셰이프 오브 워터: 사랑의 모양  | 단 라우스트센                     |
| 2017 (71회) | 덩케르크                       | 호이터 판호이테마                 |
| 2018 (72회) | 로마                           | 알폰소 쿠아론                     |
| 2018 (72회) | 더 페이버릿: 여왕의 여자       | 로비 라이언                       |
| 2018 (72회) | 퍼스트 맨                      | 리누스 산드그렌                   |
| 2018 (72회) | 보헤미안 랩소디                | 뉴턴 토머스 시걸                  |
| 2018 (72회) | 콜드 워                        | 우카시 잘                         |
| 2019 (73회) | 1917                           | 로저 디킨스                       |
| 2019 (73회) | 포드 V 페라리                  | 페돈 파파미하일                   |
| 2019 (73회) | 아이리시맨                     | 로드리고 프리에토                 |
| 2019 (73회) | 조커                           | 로렌스 셔                         |
| 2019 (73회) | 라이트하우스                   | 자린 블라슈케                     |

### 2020년대
| 연도                | 영화                    | 촬영 감독            |
| ------------------- | ----------------------- | -------------------- |
| 2020 (74회)         | 노매드랜드              | 조슈아 제임스 리처즈 |
| 2020 (74회)         | 유다 그리고 블랙 메시아 | 숀 보빗              |
| 2020 (74회)         | 맹크                    | 에릭 메서슈밋        |
| 2020 (74회)         | 모리타니안              | 앨윈 H. 퀴츨러       |
| 2020 (74회)         | 뉴스 오브 더 월드       | 다리우시 볼스키      |
| 2021 (75회)         | 듄                      | 그레그 프레이저      |
| 2021 (75회)         | 나이트메어 앨리         | 단 라우스트센        |
| 2021 (75회)         | 007 노 타임 투 다이     | 리누스 산드그렌      |
| 2021 (75회)         | 파워 오브 도그          | 아리 웨그너          |
| 2021 (75회)         | 맥베스의 비극           | 브뤼노 델보넬        |
| 2022 (76회)         | 서부 전선 이상 없다     | 제임스 프렌드        |
| 2022 (76회)         | 더 배트맨               | 그레그 프레이저      |
| 2022 (76회)         | 엘비스                  | 맨디 워커            |
| 2022 (76회)         | 빛의 시네마             | 로저 디킨스          |
| 2022 (76회)         | 탑건: 매버릭            | 클라우디오 미란다    |
| 2023 (77회)         |                         |                      |
| 오펜하이머          | 호이터 판호이테마       |                      |
| 플라워 킬링 문      | 로드리고 프리에토       |                      |
| 마에스트로 번스타인 | 매슈 리버티크           |                      |
| 가여운 것들         | 로비 라이언             |                      |
| 존 오브 인터레스트  | 우카시 잘               |                      |
| 2024 (78회)         |                         |                      |
| 브루탈리스트        | 롤 크롤리               |                      |
| 콘클라베            | 스테판 퐁텐             |                      |
| 듄: 파트 2          | 그레그 프레이저         |                      |
| 에밀리아 페레즈     | 폴 기욤                 |                      |
| 노스페라투          | 자린 블라슈케           |                      |

## 다중 수상 및 후보

### 다중 후보
| 11회 후보 - 로저 디킨스 10회 후보 - 더글러스 슬로컴 8회 후보 - 제프리 언스워스 - 데이비드 왓킨 6회 후보 - 오스월드 모리스 - 존 실 5회 후보 - 야누시 카민스키 - 크리스 멩게스 - 필리프 루슬로 4회 후보 - 크리스토퍼 챌리스 - 브뤼노 델보넬 - 프레디 프랜시스 - 그레그 프레이저 - 호이터 판호이테마 - 에마누엘 루베스키 - 로드리고 프리에토 - 로버트 리처드슨 - 비토리오 스토라로 - 프레디 영 | 3회 후보 - 배리 애크로이드 - 존 앨코트 - 미하엘 발하우스 - 디온 비비 - 데니스 쿱 - 콘래드 홀 - 잭 힐리어드 - 앤드류 레즈니 - 셰이머스 맥가비 - 클라우디오 미란다 - 토니 피어스-로버츠 - 리누스 산드그렌 - 게리 터핀 - 빌리 윌리엄스 - 고든 윌리스 - 우카시 잘 - 빌모시 지그몬드 2회 후보 - 피터 비지우 - 자린 블라슈케 - 숀 보빗 - 러셀 보이드 - 대니 코언 - 딘 컨디 - 앨런 다비오 | - 앤서니 도드 맨틀 - 게리 피셔 - 윌리엄 A. 프레이커 - 오토 헬러 - 케네스 히긴스 - 아서 이벳슨 - 단 라우스트센 - 매슈 리버티크 - 도널드 맥알파인 - 테드 무어 - 스벤 니크비스트 - 페돈 파파미하일 - 월리 피스터 - 로저 프랫 - 니콜라스 로그 - 주세페 로투노 - 로비 라이언 - 타카오 사이토 - 에두아르도 세라 - 단테 스피노티 - 길버트 테일러 - 로니 테일러 - 마사하루 우에다 |

### 다중 수상
| 5회 수상 - 로저 디킨스 - 제프리 언스워스 4회 수상 - 에마누엘 루베스키 | 3회 수상 - 콘래드 홀 - 오스월드 모리스 - 더글러스 슬로컴 2회 수상 - 디온 비비 - 테드 무어 - 게리 터핀 |

## 같이 보기
- 아카데미 촬영상
- 미국 촬영 감독 협회상 영화 촬영 우수 공로상
- 크리틱스 초이스 영화상 최우수 촬영상
- 인디펜던트 스피릿 어워드 최우수 촬영상

## 내용주
A1 2 3 4 5 6 : 1960년대부터 1970년대까지의 규정에 따르면 촬영 감독은 여러 영화에서의 작업에 대해 단일 상을 받을 수 있었다. 해리 스트래들링, 빌리 윌리엄스, 제프리 언스워스 및 더글러스 슬로컴은 모두 두 편의 다른 영화로 촬영상 후보에 올랐으며, 빌모시 지그몬드는 세 편의 영화로 후보에 올랐다. 언스워스는 두 번이나 두 작품에 대한 후보에 오른 유일한 촬영 감독이다.